# Victor Andrade
Victor Andrade Santos (Aracaju, 30 settembre 1995) è un calciatore brasiliano, attaccante del Ponte Preta.

## Carriera

### Club
Inizia nel Santos e a 16 anni sigla la sua prima tripletta fra i professionisti. 
Ha una clausola rescissoria pari a 50 milioni di euro.

## Palmarès

### Club

#### Competizioni statali
- Campionato paulista: 1

Santos: 2012

#### Competizioni internazionali
- Recopa Sudamericana: 1

Santos: 2012

#### Competizioni nazionali
- Supercoppa di Portogallo: 1

Benfica: 2014
- Campionato portoghese: 1

Benfica: 2014-2015
- Coppa di Lega portoghese: 1

Benfica: 2014-2015